# Kosin
Kosin je priimek v Sloveniji, ki ga je po podatkih Statističnega urada Republike Slovenije na dan 1. januarja 2010 uporabljalo 11 oseb.

## Znani nosilci priimka
- Janko Kosin (*1924), partizan
- Marko Kosin (1930—2007), diplomat